# El Carrizo, Tamasopo
El Carrizo är en ort i Mexiko.   Den ligger i kommunen Tamasopo och delstaten San Luis Potosí, i den centrala delen av landet, 260 km norr om huvudstaden Mexico City. El Carrizo ligger 806 meter över havet och antalet invånare är 118.
Terrängen runt El Carrizo är kuperad. Runt El Carrizo är det ganska glesbefolkat, med 21 invånare per kvadratkilometer. Närmaste större samhälle är Tamasopo, 19,9 km norr om El Carrizo. I omgivningarna runt El Carrizo växer huvudsakligen savannskog.